# Михнёвское сельское поселение (Воронежская область)
Михнёвское сельское поселение — муниципальное образование в Нижнедевицком районе Воронежской области.
Административный центр — село Михнёво.

## Административное деление
В состав поселения входят:
- село Михнёво
- хутор Бобров
- хутор Большая Мездрянка
- хутор Лавров
- хутор Плотницкий